# Резекне
Резекне (на латвийски: Rēzekne, до 1917 г. – на руски: Режица) е град в историческия регион Латгалия. Намира се в източна Латвия на 242 km от столицата Рига. Населението на Резекне е 36 646 (2006 г.).
Градът е построен на седем хълма и през него минават железопътните линии Москва-Рига и Санкт Петербург-Варшава.

## История
Латгалийски замък съществува на територията на сегашния град от 9 до 13 век до разрушението му от немските кръстоносци от Ливонския орден. Рицарите построяват крепост на това място за да служи като граничен пост на техните източни граници.
Името Резекне се споменава за пръв път през 1285 г. Градът става част от Жечпосполита след премиерието Ян Заполски през 1582 г. сложило край на Ливонската война. Резекне получава Магдебурско право от Полша през 17 век. Градът попада по властта на Руската империя при разделянето на Полша.
По време на Първата световна война се състои първият конгерс на Латгалийските латвийци и след независимостта на Латвия през 1918 г. става културен център в регион Латгалия. Резекне е силно засегнат от нацистки и съветски набези през Втората световна война. Преди войната населението на града е било 13 300 души, а след нея около 5000.
Резекне е възстановен след войната като силно се набляга на индустриалното развитие. В града има голямо присъствие на руснаци, около 54% от населението след преброяването от 1998 г.